# Titaan (boek)
Titan is het eerste deel van de fantasy-serie De Gaiaanse trilogie, geschreven door John Varley. Deze serie verhaalt de belevenissen van Cirocco Jones en Gaby Plauget op de planeet Titan.

## Samenvatting van het boek
Cirocco en haar crew ontdekken op hun tocht naar Saturnus een eigenaardige planeet: een perfect wiel dat rond de planeet Saturnus draait. De planeet blijkt bij nader inzicht een torus te zijn: een enorme donutfiguur met spaken naar het middelpunt. Voor ze een bericht naar de aarde kunnen sturen, worden ze gegrepen door enorme tentakels en na een ongedefinieerde tijd bevinden de crew zich in de torus.
Het boek verhaalt verder de zoektocht naar het geheim van de bouwers van deze eigenaardige constructie (die zonder twijfel kunstmatig moet geconstrueerd zijn). Binnenin de torus bevinden zich de vreemdste schepsels:
- Titaniden zijn copies zoals ze in de Griekse mythologie zijn beschreven. Ze hebben een aantal eigenaardige eigenschappen: ze zijn tweeslachtig, kunnen enorm goed koken en mooi zingen (dit is eigenlijk hun gewone communicatiemiddel).
- Engelen zijn de engelen zoals wij, aardlingen, ze kennen: mensachtigen met enorme vleugels op hun rug. Ze leven in de spaken van de planeet en zijn in oorlog met de Titaniden.
Cirocco ontdekt dat het geheim van de planeet zich in het centrale gedeelte bevindt waar de spaken samenkomen. Na een maandenlange zoektocht waarin ze een voor een haar oude crewleden terugvindt, arriveert ze uiteindelijk in het centrale gedeelte. Daar ontdekt ze dat de torus geen planeet is maar een enorm wezen, Gaia, die zich God voelt in haar eigen 'lichaam'. Gaia toont zichzelf als een oud vrouwtje en vertelt dat ze reeds jarenlang fan is van het menselijk ras. Ze bestudeert al jaren de radio- en televisie-uitzendingen die haar bereiken en ze richt haar planeet in volgens de beelden die ze van de Aarde ontvangt. Ze heeft echter ook haar problemen: haar buitenste ring wordt beheerd door twaalf kleinere godheden (landen genoemd) en sommige daarvan komen in opstand en willen haar vernietigen. Gaia doet Cirocco een voorstel: in ruil voor eeuwig leven en enkele straffe eigenschappen kan Cirocco haar agent (haar Tovenaar) zijn in de buitenste ring. Zij houdt de godheden onder controle en signaleert weerspanningheid aan Gaia. In ruil voor het stoppen van de oorlog tussen de engelen en de titaniden, aanvaardt Cirocco dit voorstel.